# No es real (canción)
No es real es una canción pop interpretada por la cantante y compositora chilena Cami, en compañía del cantante español Antonio José, incluida en el álbum debut de la cantante, Rosa.
Fue lanzada el 27 de abril de 2018, como el quinto sencillo del álbum.

## Lanzamiento

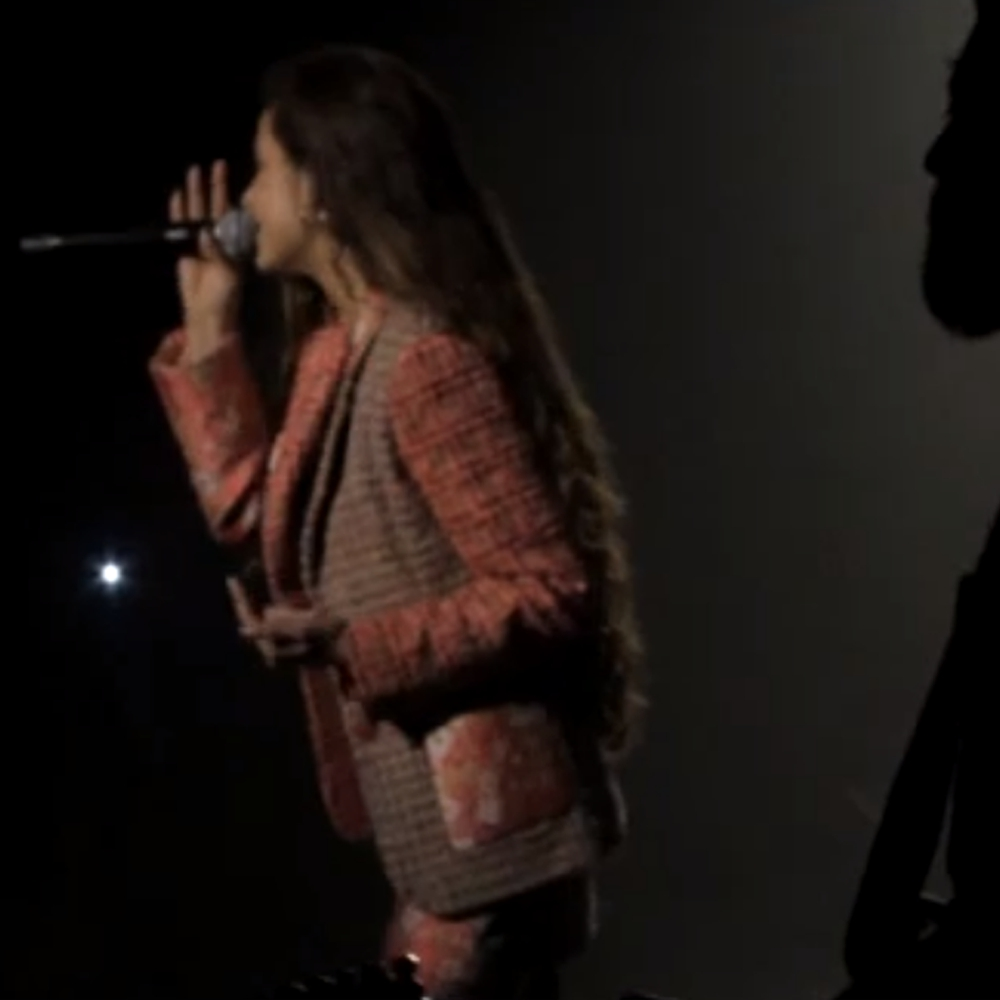
Camila Gallardo interpretando "No es real" en el Teatro Las Condes

Existe una versión incluida en la edición de lujo del álbum Rosa, en la cual Antonio José no forma parte de la canción. Esa edición del disco incluye, además, una presentación en vivo en el Teatro Las Condes.[cita requerida] La canción está escrita por Camila Gallardo y Ximena Muñoz y producida por Sebastián Krys.[cita requerida]
La canción debutó en el puesto número 15 de la lista Chile Singles Charts, subiendo posteriormente al número 11.

## Listas
| Año  | Máxima posición | Máxima posición |
| Año  | CHI             | ARG             |
| ---- | --------------- | --------------- |
| 2018 | 11              | 88              |

| Año  | Máxima posición |
| Año  | CHI             |
| ---- | --------------- |
| 2018 | 25              |

## Certificaciones
| País | Certificaciones | Ventas |
| ---- | --------------- | ------ |
| CHI  | 2X Platino      | 10.000 |

- Datos: Q61780956